# 德米特里·列柳申科
德米特里·丹尼洛维奇·列柳申科（俄语：Дми́трий Дани́лович Лелюше́нко，1901年10月20日（11月2日）—1987年7月20日），苏联大将，战时近卫坦克第四集团军司令。

## 生平
1918年，参加游击队。1919年，加入红军。1925年，从列宁格勒恩格斯政治学校毕业。1933年，从伏龙芝军事学院毕业。1940年，任近卫莫斯科无产阶级步兵第1师师长。1941年，任机械化军第21军军长。8月，任苏军汽车装甲坦克总部副部长。10月任近卫步兵第1军军长、第5集团军司令。11月任第30集团军司令。1942年，晋升中将。1944年，任坦克第4集团军的司令。
1956年，任贝加尔军区司令。1958年，任乌拉尔军区司令。1959年，晋升大将。1964年，任国防部总监组军事顾问监察员。1987年，去世。